# 新京成電鉄
新京成電鉄株式会社（しんけいせいでんてつ、英: Shin-Keisei Electric Railway Co.,Ltd.）は、かつて存在した千葉県東葛地域を拠点としていた鉄道事業者である。京成電鉄の完全子会社であり京成グループの企業で、京成グループ共通の「K'SEI GROUP」ロゴを使用していた。1990年5月31日以降、関東地方で唯一の準大手私鉄に分類されていた。パスネットの符丁はSK。

## 概要
千葉県松戸市の松戸駅と習志野市の京成津田沼駅の間で鉄道事業（新京成線）を行っていたほか、不動産業を展開していた。かつては当社の自動車部としてバス事業も営んでいたが、2003年（平成15年）10月1日に松戸新京成バス・船橋新京成バス・習志野新京成バスの3社に分社化（後に習志野新京成バスは2014年（平成26年）4月16日をもって船橋新京成バスに吸収合併）し、直営事業としては行っていない。詳細については新京成バスを参照のこと。
京成カード（鉄道定期券のみ）加盟企業。
京成電鉄の子会社として設立されたことから一貫して京成グループに属する一方、1953年（昭和28年）には株式店頭公開、1961年（昭和36年）には東証二部（後のスタンダード市場）への上場を果たし、60年以上にわたって京成電鉄との親子上場の状態となっていた。その間、新京成電鉄が数度の増資を行ったことや、1980年代に経営危機に陥った京成電鉄が新京成電鉄の株式を部分的に放出したこともあり、一時は京成電鉄による持株比率が3割を下回ることもあった。ただし京成電鉄が経営危機を脱した後は徐々に新京成電鉄の株の買い戻しが行われ、2022年（令和4年）には株式交換によって京成電鉄の完全子会社となった。
2025年（令和7年）4月1日、親会社の京成電鉄に吸収合併（簡易合併・略式合併）され、関東地方では唯一であった準大手私鉄が消滅した。
京成電鉄への吸収合併後、くぬぎ山の本社ビルは「京成くぬぎ山ビル」となり、同年5月7日に京成不動産が東京都葛飾区青戸から同ビルに本社を移転した。

## 歴史
- 1946年（昭和21年）
  - 8月8日 - 下総鉄道の名称で申請していた新津田沼 - 松戸間の免許を取得[6]。
  - 10月23日 - 会社設立。
- 1947年（昭和22年）12月27日 - 新津田沼駅（初代） - 薬園台駅間営業開始[7]。
- 1948年（昭和23年）8月6日 - 薬園台駅 - 滝不動駅間開業。
- 1949年（昭和24年）
  - 自動車事業営業開始。
  - 1月8日 - 滝不動駅 - 鎌ヶ谷大仏駅間開業。
  - 10月17日 - 鎌ヶ谷大仏駅 - 鎌ヶ谷初富駅（現：初富駅）間開業。
- 1953年（昭和28年）
  - 10月21日 - 全線で軌間を1067 mmから1372 mmに改軌。
  - 11月1日 - 前原駅 - 京成津田沼駅間開業。2代目新津田沼駅開業。同駅（初代） - 前原駅間廃止。
- 1955年（昭和30年）4月21日 - 鎌ヶ谷初富駅 - 松戸駅間が開業し、全線開業（単線）。京成千葉線への直通運転実施（8月31日まで）。
- 1959年（昭和34年）11月30日 - 全線で軌道を1372 mmから1435 mmに改軌。
- 1961年（昭和36年）
  - 10月 - 東京証券取引所二部に上場[注釈 3]。
  - 8月23日 - 新津田沼駅（3代目） - 前原駅間開業。2代目の同駅は藤崎台駅に改称。
- 1967年（昭和42年）11月15日 - 本社を津田沼（船橋市前原西）から新津田沼（習志野市津田沼）に移転[8]。
- 1968年（昭和43年）5月14日 - 新津田沼駅を現在地に移転（4代目）。同駅（4代目） - 京成津田沼駅間開業。前原駅 - 藤崎台駅 - 京成津田沼駅間廃止。
- 1971年（昭和46年） - 800形電車営業運転開始。
- 1975年（昭和50年）2月7日 - 京成津田沼 - 新津田沼間1.2 kmを除き複線化完成。
- 1977年（昭和52年）8月2日 - くぬぎ山本社が竣工、8月8日より本社が新津田沼からくぬぎ山に移転する[9]。
- 1978年（昭和53年）12月1日 - 8000形電車営業運転開始[10]。営業運転開始は冬季だが、新京成電鉄では初めての冷房車であった[10]。
- 1979年（昭和54年）
  - 3月7日 - 保安装置（1号形ATS）を全線で導入[10]。
  - 3月9日 - 北総開発鉄道線（現：北総鉄道北総線）と相互直通運転を開始。
- 1983年（昭和58年）6月1日 - 列車無線（防護無線付）を全線で導入[10]。
- 1984年（昭和59年）3月19日 - 住宅・都市整備公団千葉ニュータウン線（現：北総鉄道北総線）と相互直通運転を開始。
- 1985年（昭和60年）7月1日 - 定期券発行機の使用を開始（係員操作型）[11]。
- 1986年（昭和61年）2月26日 - 8800形電車営業運転開始[12]。
- 1987年（昭和62年）
  - 4月5日 - 三咲駅を橋上化、同駅で自動改札機を導入。
  - 11月1日 - 列車運行管理システム（TTC）を導入[11][13]。総工費は7億円[11]。
- 1988年（昭和63年）12月4日 - ダイヤ改正[11]。最高速度を従来の65km/hから75km/hに向上（最高速度の向上は33年ぶり）、松戸 - 京成津田沼間の所要時分を5分短縮（48分から43分に）[11]。
- 1990年（平成2年）
  - 6月1日 - 相模鉄道の大手私鉄昇格に伴い、関東唯一の準大手私鉄となる。
  - 6月20日 - 全車両冷房化[14][15]。路線バスもこのころ冷房改造が終了して全車冷房化される[15]。
- 1992年（平成4年）
  - 5月1日 - 全列車に弱冷房車を設定[16]。
  - 7月8日 - 新鎌ヶ谷駅開業に伴い、北総開発鉄道線、住宅・都市整備公団線との相互直通運転を廃止[17]。
- 1993年（平成5年）11月15日 - 8900形電車営業運転開始[18]。
- 1994年（平成6年）4月1日 - ダイヤ改正。データイムは12分間隔のパターンダイヤとなる。新京成初の冊子型有料時刻表（税込200円）を発売。
- 1995年（平成7年）4月1日 -  新京成線でSKカードによるストアードフェアシステムを導入[11]。
- 1996年（平成8年）4月1日 - ダイヤ改正[19][20]。最高速度を従来の75km/hから85km/hに向上、松戸 - 京成津田沼間の所要時分を3分短縮（データイムで37分）[20]。データイムの運転間隔は12分から10分となる[19][20]。
- 1999年（平成11年）8月2日 - 公式サイトを開設。
- 2000年（平成12年）10月14日 - 共通乗車カードパスネットの運用を開始。
- 2002年（平成14年）
  - 3月1日 - 東京証券取引所一部に上場。
  - 7月26日 - 車両部門でISO9001：2000認証取得（登録日）。
  - 11月1日 - 忘れ物検索システムを導入（鉄道）。
- 2003年（平成15年）
  - 3月13日 - 高根変電所を新設。
  - 10月1日 - バス事業の3社への分社化により、自動車事業はすべてグループ会社の運営となる。
  - 10月4日 - ダイヤ改正。夜間帯の増便と終電繰り下げが行われたが、夕ラッシュ時の運転間隔が広がった。また、3回目の冊子型時刻表が作成され、駅で無料配布された。
  - 10月31日 - 八柱駅第2ビルが竣工。
- 2005年（平成17年）5月29日 - N800形電車営業運転開始。
- 2006年（平成18年）
  - 10月1日 - 創立60周年を記念して制服を紺色から現行のグレーのものに変更。
  - 12月10日 - ダイヤ改正。データイムのみ20分間隔で京成千葉線千葉中央駅までの直通運転を再開。また、運転時分の見直しが行われ、松戸 - 京成津田沼が40分から44分のゆとりダイヤに。4回目の冊子型時刻表が無料配布された。
- 2007年（平成19年）
  - 3月18日 - 新京成線でIC乗車カードPASMOを導入[21]。同時にSuicaとの相互利用を開始[21]。係員定期券発売所（松戸・八柱・北習志野・新津田沼）で、京成カードによる定期券発売を実施。
  - 12月1日 - 松戸新田駅と前原駅に遠隔監視システムを導入し、近隣駅からの遠隔制御による運用を実施。（時間帯によっては両駅は駅員が不在となる）
- 2008年（平成20年）
  - 1月10日 - PASMOの普及に伴いこの日の終電をもってパスネットの発行・発売を終了。
  - 2月27日 - タッチパネル式自動券売機で京成カードによる定期券の発売を開始。
  - 3月14日 - この日の終電をもってパスネットの自動改札機での使用を終了。
  - 3月15日 - パスネットの残額の払い戻し及びPASMOへの移し替えを開始。同日から駅構内の一部の飲料自動販売機でPASMO電子マネーの取り扱いを開始。八柱乗り換え定期券の発売を開始。
- 2009年（平成21年）4月1日 - 8800形と8000形で英語自動放送を開始[広報 2]。
- 2010年（平成22年）7月17日 - ダイヤ修正に伴い800形が定期運用を離脱。7月24日・25日にさよなら運転実施。
- 2013年（平成25年）
  - 2月8日 - 在籍する全編成の電動車がVVVFインバータ制御になる。記念乗車券も発売[広報 3]。
  - 3月23日 - 交通系ICカード全国相互利用サービス開始に伴い、 新京成線でKitaca、manaca、TOICA、ICOCA、PiTaPa、nimoca、はやかけん、SUGOCAが利用可能になる。
  - 10月30日 - セブン-イレブン・ジャパンと業務提携[22]。スタシオン・セルビス（当時）がフランチャイズ加盟店となり、駅売店などを転換[22]。
- 2014年（平成26年）
  - 2月23日 - 新京成線で駅ナンバリング導入[広報 4]。
  - 6月1日 - シンボルマークとスローガンを刷新、コーポレートカラーを制定[広報 5]。
  - 8月29日 - コーポレートカラーを採用しデザインを刷新した車両の運行を開始[広報 6]。以後4年間で新京成保有全車両を共通の塗装に変更予定。
- 2019年（令和元年）12月27日 - 80000形電車営業運転開始[23]。
- 2021年（令和3年）11月1日 - 8000形営業運転終了[広報 7]。
- 2022年（令和4年）
  - 4月4日 - 東京証券取引所の市場移行に伴い、一部からスタンダード市場に移行[注釈 4]。
  - 5月22日 - 空間波式デジタル列車無線の使用を開始[注釈 5]。
  - 8月30日 - 東京証券取引所スタンダード市場上場廃止[広報 8]。
  - 9月1日 - 簡易株式交換により京成電鉄の完全子会社となる[広報 8]。
- 2023年（令和5年）
  - 4月22日 - 列車無線を空間波式デジタルに移行完了[注釈 6][広報 9]。
  - 10月31日 - この日開催された京成電鉄の取締役会において、新京成電鉄の吸収合併（簡易合併・略式合併）を決議し、両社の間で合併契約を締結[広報 1]。
- 2025年（令和7年）
  - 1月16日 - 同日始発より定期券購入時に使えるクレジットカードにJCB、Visa、Mastercard、American Express、Diners Clubを追加[広報 10]。
  - 4月1日 - 同日付で新京成電鉄が京成電鉄に吸収合併され、法人解散[広報 1][広報 11]。新京成線は名称を松戸線に変更[広報 12][24]。

## 新京成電鉄グループ会社の歴史
- 1971年（昭和46年）2月6日 - 新京成タクシー設立。
- 1974年（昭和49年）3月20日 - 下総緑地（後の下総興業→スタシオン・セルビス→新京成リテーリングネット、現在の京成リテーリングネット）設立。
- 1975年（昭和50年）9月17日 - 袖ヶ浦実業設立。
- 1979年（昭和54年）
  - 1月16日 - 新京成車輌工業設立。
  - 4月5日 - 新津田沼駐車場設立。
  - 7月25日 - 大成建設傘下の大成輸送より現・船橋グリーンハイツ線の営業権と車両を譲受され、船橋バス株式会社を設立。
- 1981年（昭和56年）8月11日 - 下総緑地が下総興業に社名変更。
- 1985年（昭和60年）
  - 1月18日 - 下総興業が袖ヶ浦実業を吸収合併。
  - 5月27日 - 新京成タクシーが新津田沼駐車場を吸収合併。
- 1999年（平成11年）
  - 3月29日 - エスケーサービス設立。
  - 10月18日 - 直営であった豊富自動車整備工場を新京成車輌工業に移管。
- 2000年（平成12年）
  - 7月19日 - エスピー産業設立。
  - 8月1日 - 下総興業が新京成タクシーを吸収合併
  - 10月30日 - アドバンス産業、新京成エステート、フロンティア企画設立。
- 2001年（平成13年）2月26日 - 新京成エステートが有限会社（前有）から株式会社（後株）に改組。
- 2003年（平成15年）
  - 3月20日 - フロンティア企画が有限会社（前有）から株式会社（後株）に改組。
  - 4月15日 - 上本郷駅の駅ビル内にて、フロンティア企画が運営する新京成鉄道模型館が開館。
  - 4月28日 - バス事業の分社化のため、船橋新京成バス株式会社・習志野新京成バス株式会社・松戸新京成バス株式会社の3社を設立。
  - 10月1日 - バス事業を分社子会社の船橋新京成バス株式会社（鎌ヶ谷営業所）・習志野新京成バス株式会社（鎌ヶ谷営業所習志野車庫→習志野営業所）・松戸新京成バス株式会社（松戸営業所）の3社に譲渡。
- 2004年（平成16年）9月1日 - 松戸市高塚新田にて、フロンティア企画が運営するドッグラン松戸が開業。
- 2005年（平成17年）4月22日 - フロンティア企画が新京成フロンティア企画に社名変更。
- 2006年（平成18年）
  - 3月1日 - 下総興業がスタシオン・セルビスに社名変更。
  - 7月 - 新京成車輌工業が京成車両工業に吸収合併される。
- 2007年（平成19年）10月1日 - 船橋バスを吸収合併。路線及び車両は船橋新京成バスが継承。
- 2008年（平成20年）
  - 9月16日 - 松戸新京成バスが京成バスより梨香台団地線を譲受し高塚梨香台線としたことに伴い転入した車両がレトロカラーバスとして運行開始。
  - 9月27日 - 船橋新京成バス・習志野新京成バスの2社がPASMOを導入。
  - 10月25日 - 松戸新京成バスがPASMOを導入し、新京成バス3社とも導入を完了。
- 2009年（平成21年）2月 - 京成車両工業豊富工場（元・新京成車輌工業豊富工場）が閉鎖される。
- 2011年（平成23年）
  - 3月20日 - 船橋新京成バス・習志野新京成バスの2社が乗降方式を中乗り・前降り・運賃後払いに統一。ただし、コミュニティバスを除く。
  - 12月23日
    - 松戸新京成バスが乗降方式を中乗り・前降り・運賃後払いに統一し、新京成バス3社とも同じ乗降方式に変更完了。
    - 併せて、松戸新京成バスでは新京成グループ初の車内メロディ、ドアチャイムを導入。
- 2012年（平成24年）4月8日 - 新京成鉄道模型館が閉館。
- 2013年（平成25年）
  - 4月16日 - 船橋新京成バスが新京成バスグループとして初めて深夜急行バスの運行に参入。
  - 12月5日 - スタシオン・セルビスがセブン-イレブンジャパンとの提携第1号店を新津田沼駅に開店。
- 2014年（平成26年）4月16日 - 習志野新京成バスが船橋新京成バスに吸収され同社の習志野営業所となる。
- 2018年（平成30年）
  - 5月10日 - スタシオン・セルビスが新京成リテーリングネットに社名変更。
  - 9月1日 - 松戸新京成バスが新京成バスグループとして初めて高速バスの運行に参入。
  - 12月9日・16日 - 松戸新京成バスにおいて創立15周年特別塗装車両を導入[広報 13]、それに伴い乗車証明書を配布[広報 14]。
- 2022年（令和4年）7月中旬 - 「新京成グループデザインバス」を導入開始[広報 15]。
- 2023年（令和5年）4月1日
  - 新京成フロンティア企画が京成エージェンシーに吸収合併され京成フロンティア企画となる。
  - エスピー産業、エスケーサービス、新京成エステートが京成不動産に吸収合併され同社駐車場事業部、駐輪場事業部、プロパティマネジメント事業部にそれぞれ再編となる。
- 2025年（令和7年）4月1日
  - 新京成バス各社が京成電鉄バスホールディングス傘下に異動し、松戸新京成バスおよび船橋新京成バスのうち鎌ヶ谷営業所は京成バス千葉ウエストに、習志野営業所は京成バス千葉セントラルに再編[25]。
  - 新京成リテーリングネットが京成電鉄の完全子会社となり、京成リテーリングネットに改称。

## 社章・シンボルマーク・コーポレートカラー
社章は京成電鉄社紋に英字社名のイニシャルである「S」を加えたものである。1946年（昭和21年）10月23日に制定されたものであるため、ベースの京成社紋は1964年（昭和39年）改定前のものである。
シンボルマークとコーポレートカラーは2014年（平成26年）6月1日に制定された。Step Mark（ステップマーク）と命名されたシンボルマークは社名のイニシャルである「S」をカーブの多い路線になぞらえてデザインされており、右上がりとなる形はステップアップする会社の姿勢を表している。マークに添えられるロゴタイプ（shin-kei-sei）は音節ごとに区切られており、音のリズム感と読みやすさを向上させている。なお、マークとロゴタイプの位置は使われる個所に応じて2パターンある。
コーポレートカラーはメインカラーのgentle pink（ジェントルピンク）とサブカラーのnew maroon（ニューマルーン）の2色があり、メインカラーはシンボルマークに合う色として、サブカラーは従来の「新京成マルーン」を継承する新色として設定された。コーポレートカラー制定後、メインカラーは駅名標を含めた駅のサイン類のほか、ラインカラーとしても用いられている。サブカラーはロゴタイプのほか、シンボルマークや駅名標のワンポイントとして用いられている。
なお、シンボルマークおよびコーポレートカラー制定前には「SHIN-KEISEI」のロゴタイプも存在し、N800形の旧塗装車や船橋新京成バスに在籍していた深夜急行車や貸切用車に使用されていた。このほか、船橋新京成バスは別途「Funabashi Shinkeisei Bus」のロゴタイプも存在する。

社章
（参考）京成電鉄初代社紋
シンボルマーク

## 路線
- 新京成線：松戸駅 - 京成津田沼駅間 (26.5 km)

路線図（クリックで拡大）

### 未成路線
- 新京成線：松戸駅 - 柴又駅間 (4.7 km) [27]

## 車両

### 現有車両
8800形の導入以降、他の大手私鉄よりもいち早く在籍車両のVVVFインバータ制御化を進め、2013年（平成25年）2月8日より、在籍する全編成の電動車がVVVFインバータ制御車両となった。また、補助電源装置のSIV化も完了している。これ以外の新技術の導入も積極的で、純電気ブレーキ、シングルアームパンタグラフの導入も京成より先駆けるものとなった。

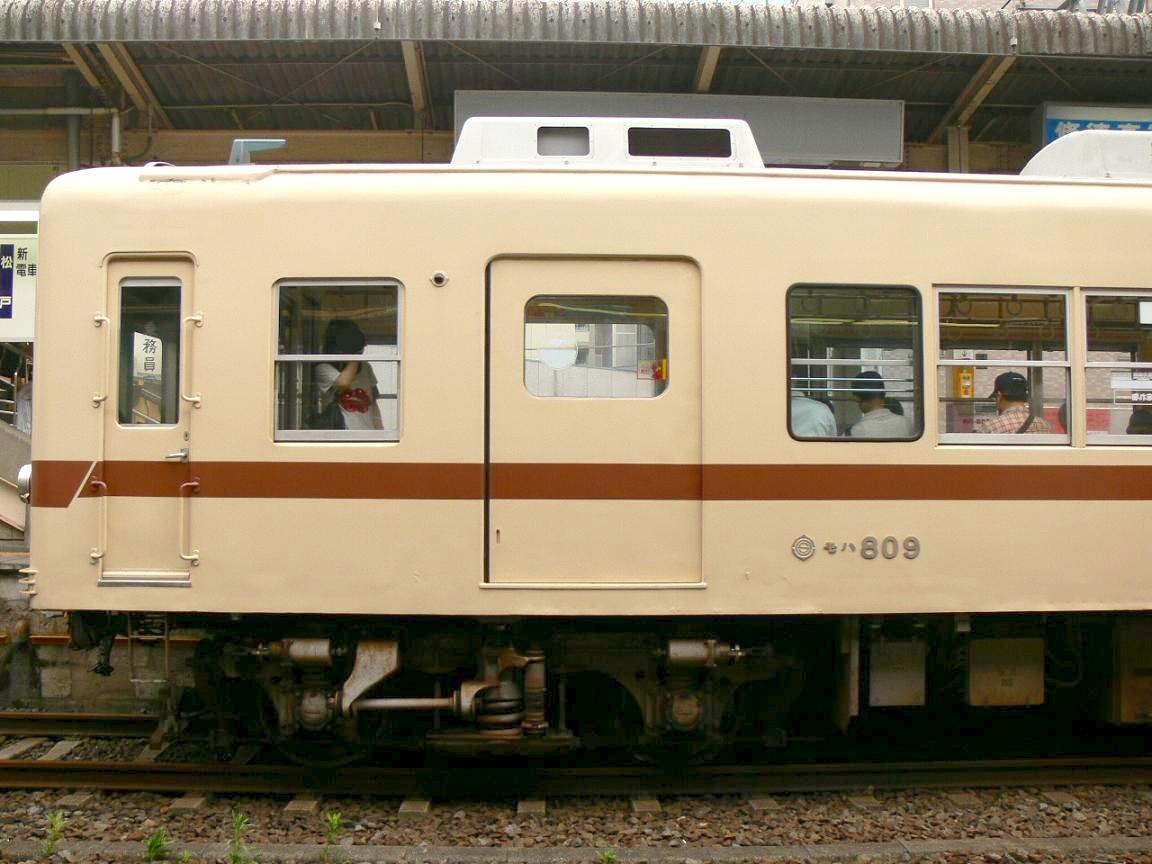
800形モハ809の側面には、車番の前に社章が描かれている。
（2006年8月11日）

現有車両の形式はすべて縁起が良い数字とされる「8」から始まる。800形を上回る車両として8000形と命名され、800形と8000形の長所を併せ持った車両として8800形と命名されたという説がある。その後、8900形、N800形、80000形と続く。また、都営地下鉄浅草線・京浜急行電鉄直通の北総開発鉄道（当時）と同社が以前に直通運転を行い、現在は京成とも直通する関係上、車番重複を避けるための関係各社の協定による割り当て（千位が1・2は京急（この他特例で「600形」を使用）、3・4は京成（4は現在のところ使用経歴はなし）、5は都営、7は北総、8は新京成、9は千葉ニュータウン鉄道〈旧・都市公団〉）が存在する。なお、N800形まで伝統的に車外側面の車番の前に社章をつけていた。
車体は設立の経緯から、京成電鉄の払い下げ車両に準じた設計が大半を占めていたが、8000形以降は非貫通の正面形状など、京成と一線を画す独自のデザインを使用した車両が登場するようになった。その後、2000年代以降は再び京成電鉄と共通設計の車両が登場している。
完全新造車両はすべて日本車輌製造が製造を担当する。また、電動機や制御装置などの電気機器は三菱電機製（避雷器と8000形・800形の車内扇風機など一部電気機器は東芝製）を採用するが、これは1955年の全線開業に際して三菱電機の協力があったためである。ただし、N800形のみ京成3000形をベースにしているため、電動機のみが三菱電機製で、制御装置は東洋電機製造製、冷房装置および補助電源装置（SIV）は東芝製である。ただしN838編成以降の冷房装置は三菱電機製である。また、8000形のインバータ制御改造編成のインバータ装置は三菱電機製であるが、主電動機は東芝製となっている。
伝統的な車内装備品として客用扉脇に備えられた鏡がある。日本の他事業者では名古屋市営地下鉄、江ノ島電鉄、相模鉄道の一部車両に見られる程度である。設置理由は「視線がそこへ向く」ということで「鏡を見ることで広告に目が行くだろうと考えて設置された」、「副次的に痴漢防止効果も有ると考えたから」だという。
2011年からVVVFインバータ制御に改造されていない8000形を順次廃車、8800形の全編成を6両編成とし、一部編成が京成千葉線へ乗り入れている。
前述したコーポレートカラーを採用したデザインの展開を2014年8月29日より開始し、旧々塗装に復刻された8000形1編成を除く全車両に展開が行われた。
主に8両と6両の交互で運転されていたが、8800形から順に6両化、車番変更を行い、8900形の3編成にも6両化が行われた。8900形は中間付随車を抜き取っただけで車番の改番はされず、2014年（平成26年）9月30日より全編成が6両で運行されている。
一部の車両は京成線直通運転に対応していないか、対応していても乗り入れを行っていない。

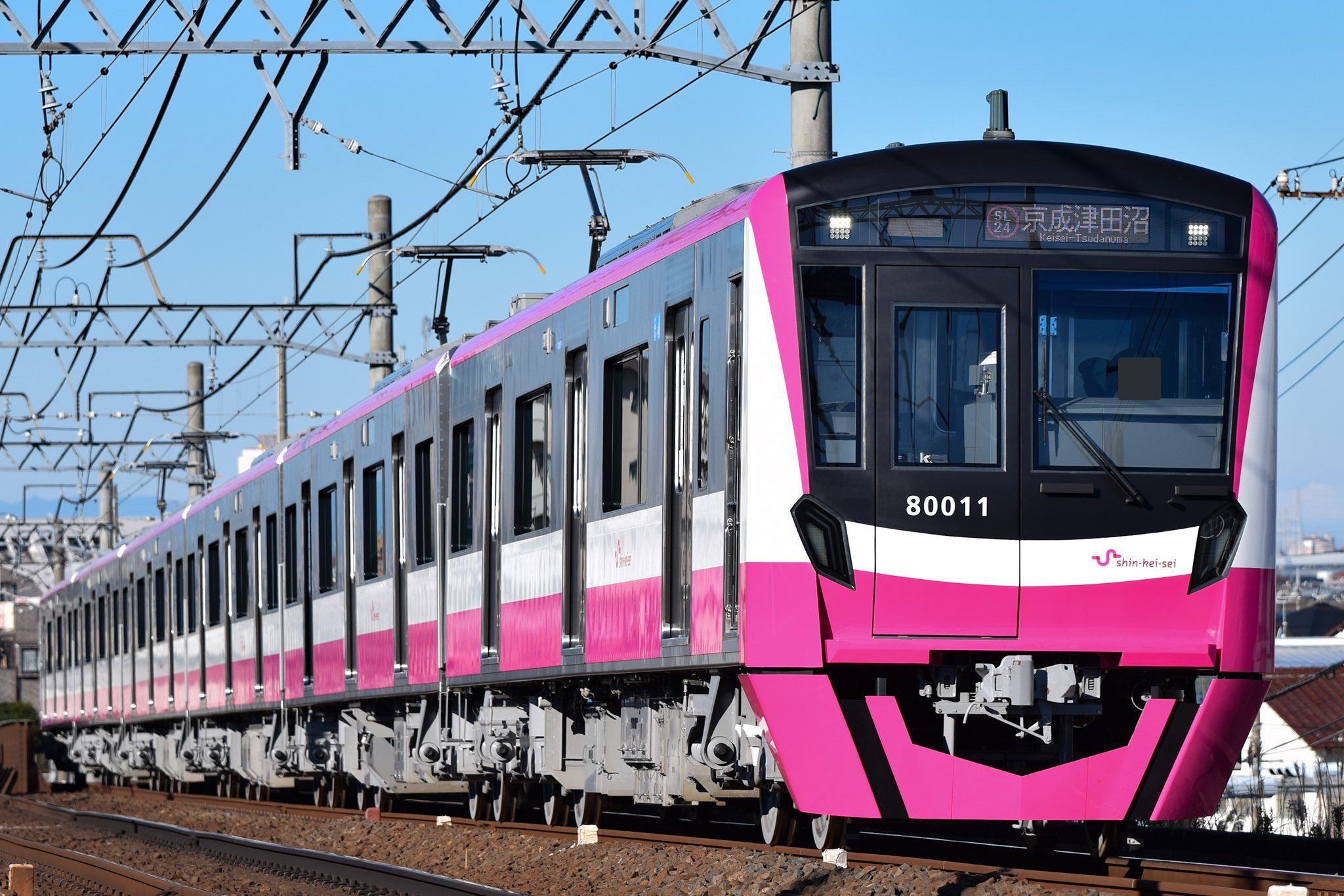
80000形
  - 京成グループの標準車両として、京成電鉄と共同で設計。駆動方式はWN駆動で、制御装置に三菱電機製フルSiC素子VVVFインバータ制御を採用し、N800形と比較して消費電力を19%削減[31][32]。京成3100形と共通設計であるが、京成3100形は東洋電機製造製ハイブリッドSiCインバータでTD駆動、跳ね上げシートとFREE Wi-Fi（無料公衆無線LAN）は80000形には設置されないという相違点がある。2019年12月27日営業運転開始[33]。
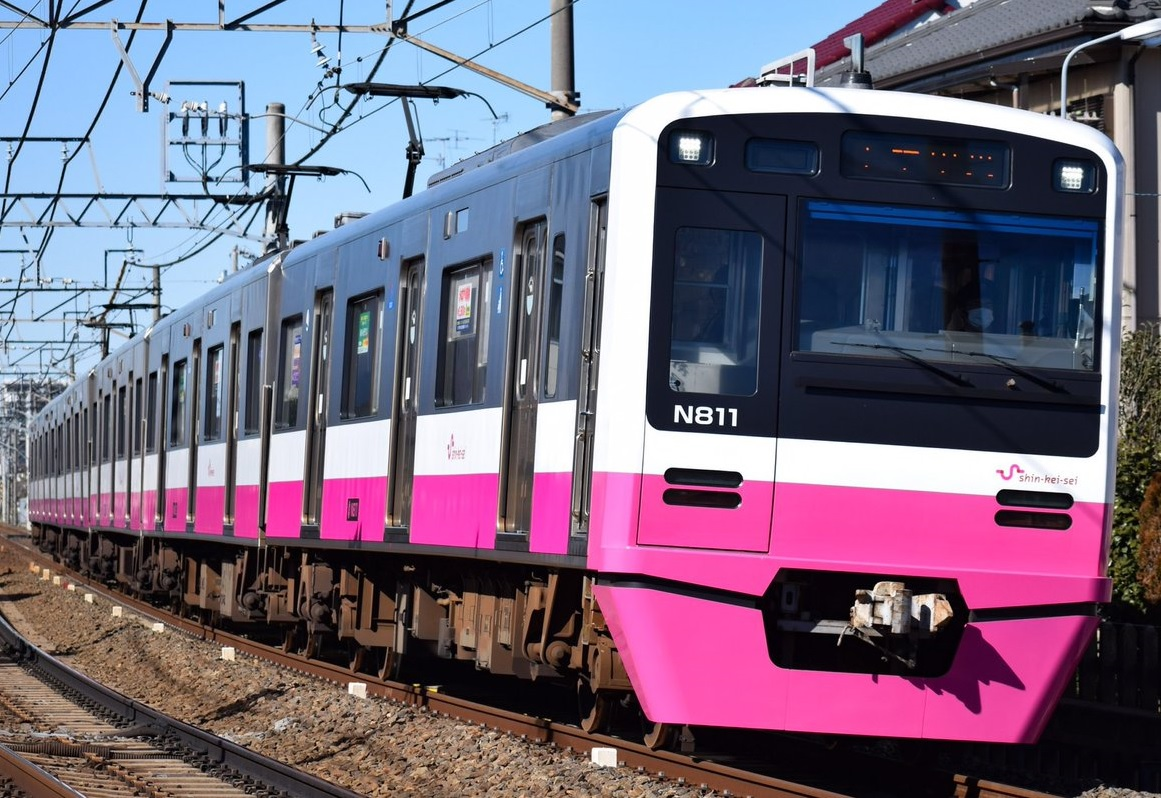
N800形
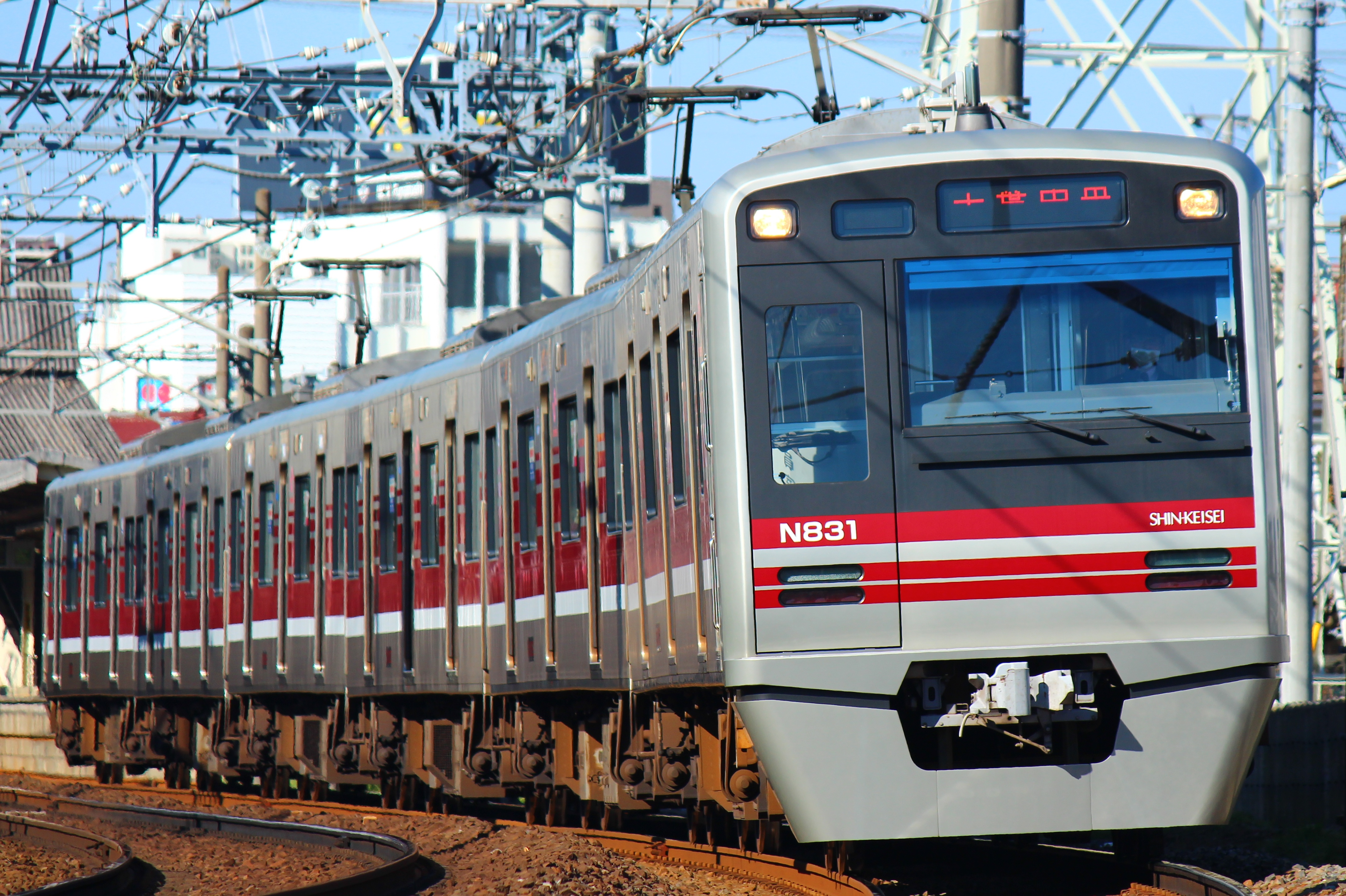
N800形旧塗装車
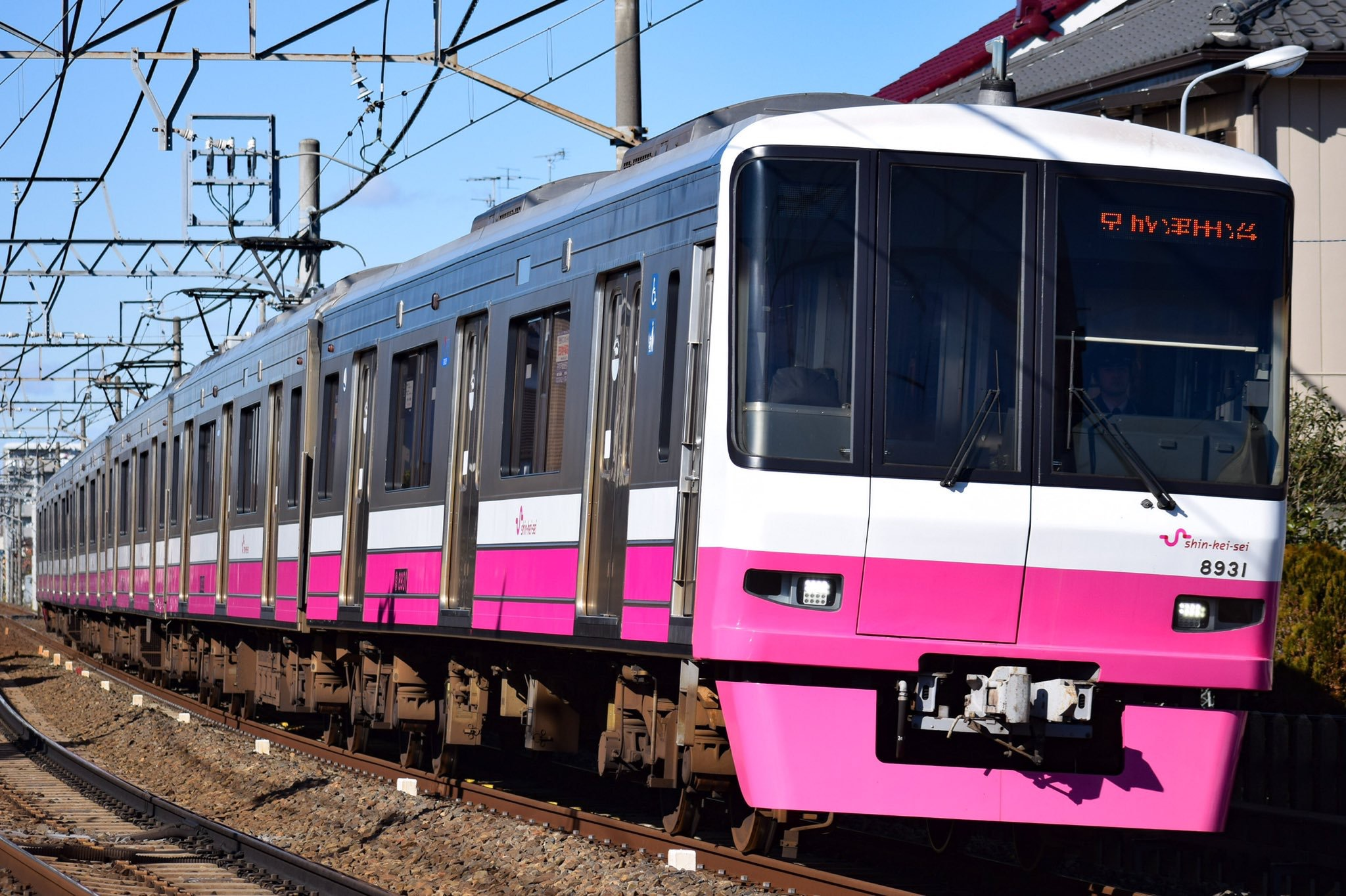
8900形
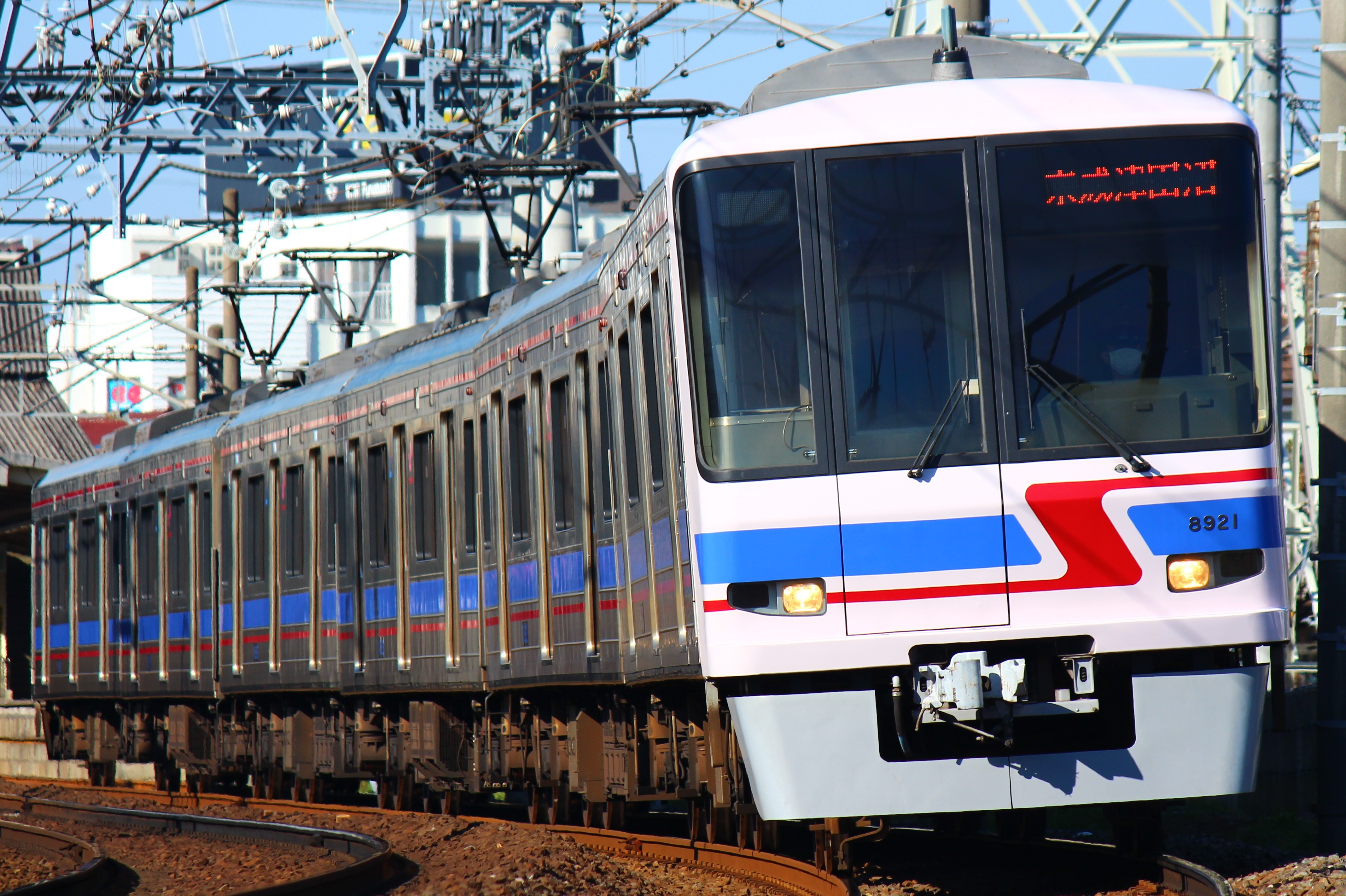
8900形旧塗装車
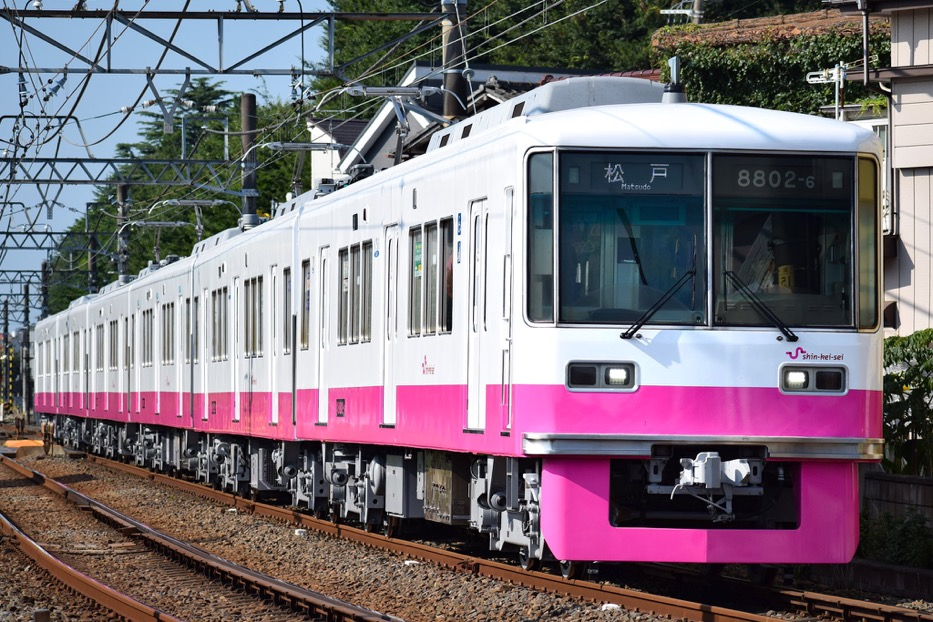
8800形
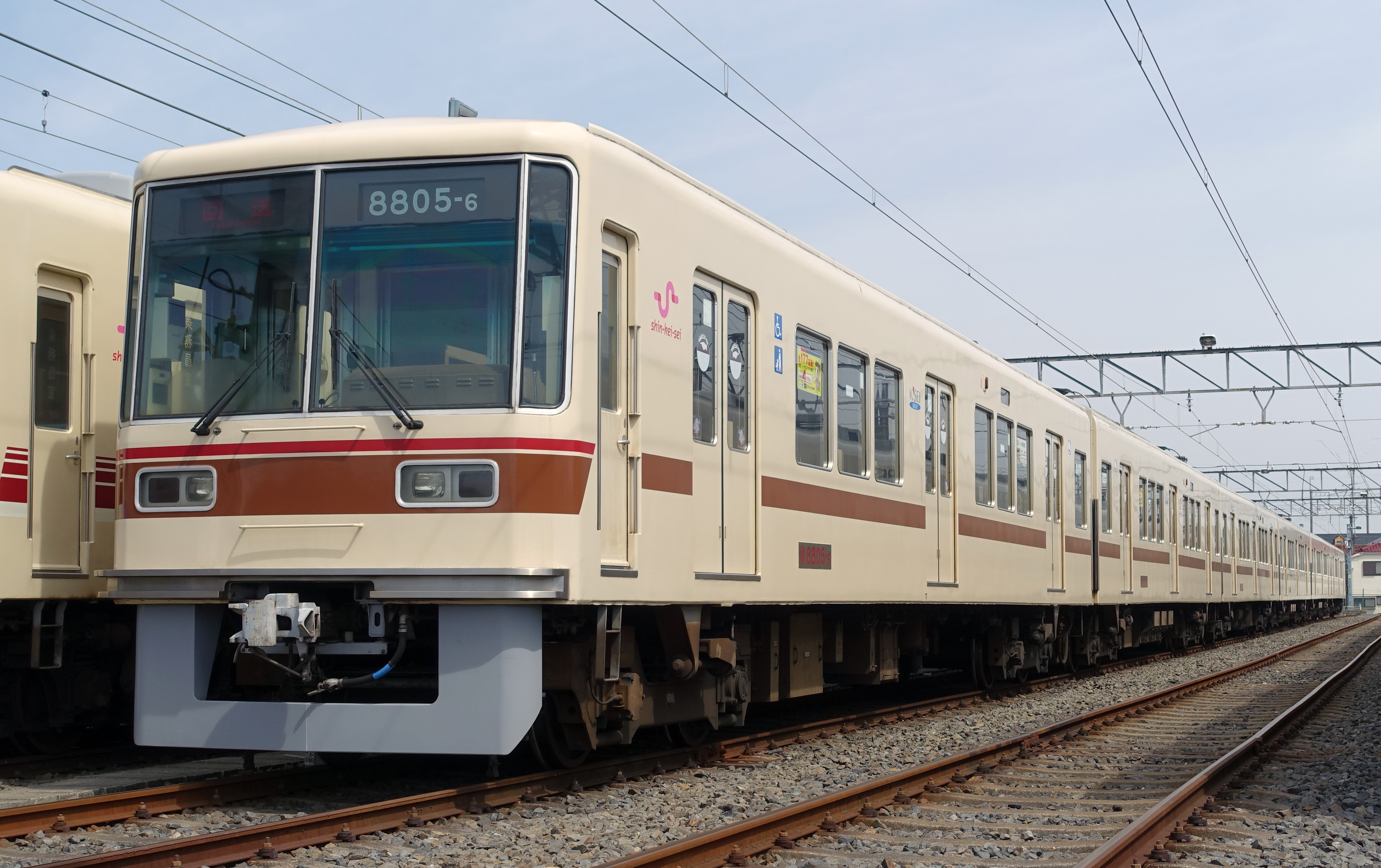
8800形旧塗装車

- 80000形
- N800形新塗装車
- N800形旧塗装車
- 8900形新塗装車
- 8900形旧塗装車
- 8800形新塗装車
- 8800形旧塗装車

### 過去の車両
- 8000形
- 800形

800形以前の過去の車両（吊り掛け駆動方式）については京成電鉄の「1988年以前消滅形式」の項目を参照。

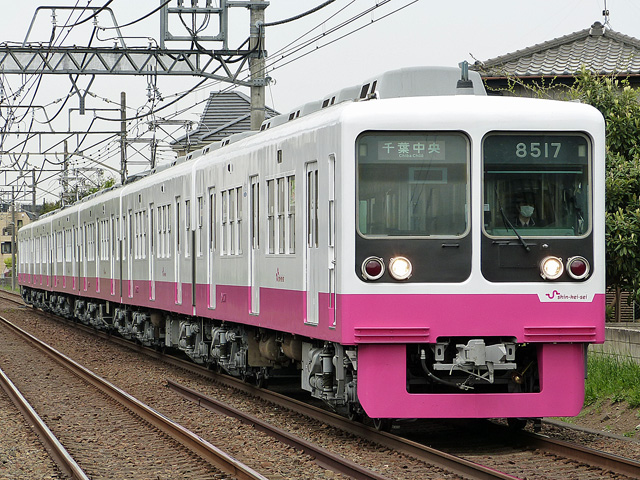
8000形
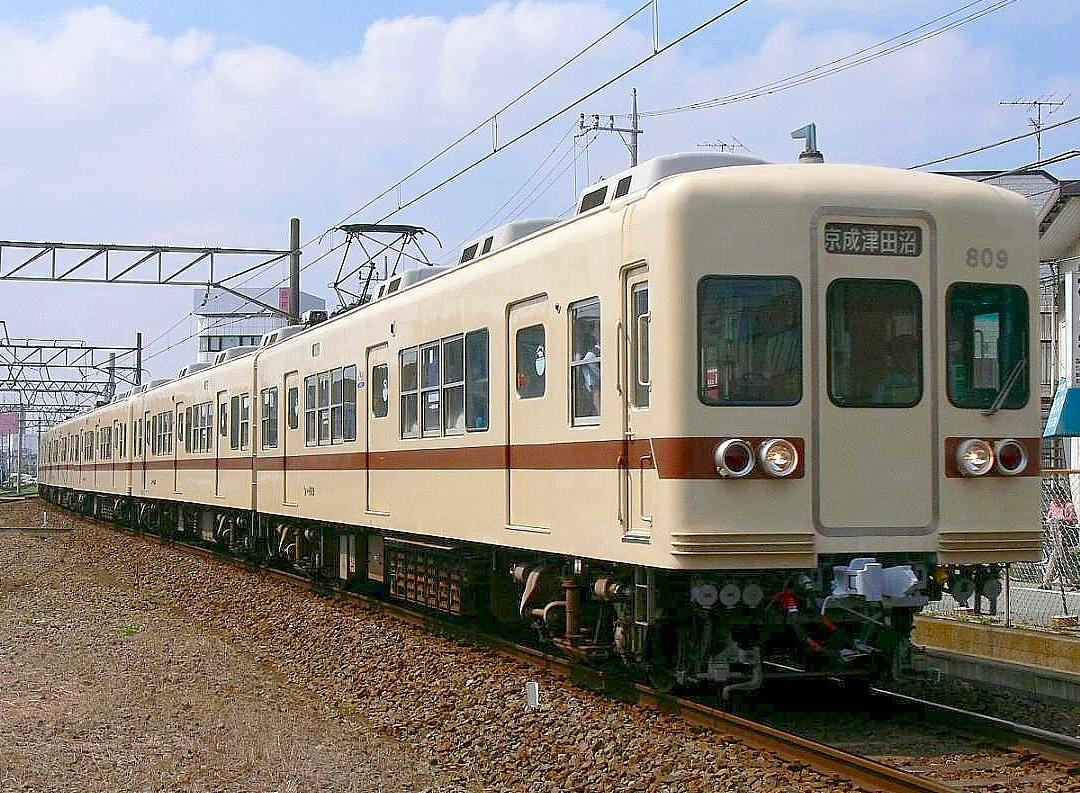
800形

## 列車番号
新京成では運行番号と関係なく下り列車では1から奇数を、上り列車では2から偶数を初列車から順に振っていく付番方法となっている。
ちなみに、親会社の京成電鉄やその乗り入れ先である北総鉄道・都営地下鉄浅草線・京浜急行電鉄では始発駅の発車時刻の「時」の数字と運行番号2桁（南行〈京成・北総の上り、京急の下り〉列車では1を引いた偶数、京成では線内のみの列車の一部でその前に〈例：aayxx〉、京成の直通列車やそれ以外の事業者では後にアルファベット1文字〈例：aaxxy、京急のみ2文字の場合あり〉が加わる場合もある）とを組み合わせた付番法であり、新京成のそれとは全く異なる（「列車番号の付番方法」を参照）。
運転区間によって百位の数字が区別されており、それぞれの種類ごとに始発駅発車順の付番となっている。
- 松戸 - 京成津田沼（新津田沼）間：1列車および2列車から順に**、1**を経て2**まで
- 松戸 - （京成津田沼経由） - 千葉中央間の京成千葉線直通列車：3**
ただし新京成側の付番方法の都合上京成線内で01F運用に相当する上り300列車（京成線内**00F列車）を設定できない関係で下り301列車（京成線内**01F列車）は欠番。
また、300番台の列車に限り京成側の付番方法の都合上始発駅発車順になるのは303列車から始まる奇数の列車番号のみである（偶数は京成線から直通してくる上り列車が列車番号としては1つ若くなって戻ってくるため）。
そのうえ新京成側の付番方法の関係で松戸で折り返す度に列車番号が16増えるため京成に直通するたびに京成線内でも毎回違う運行番号になる。
- くぬぎ山 - 京成津田沼（新津田沼）間の区間列車：5**
- 松戸 - くぬぎ山間の区間列車：7**
- 新津田沼 - 京成津田沼間の区間列車：8**
現行ダイヤでは早朝の下り801列車のみ。

なお、千葉線直通列車では3xx列車が直通した場合、京成ではaaxxF（aaは始発駅発車時刻の「時」、Fは新京成所属車を表すアルファベット）という列車番号になる（例：8時台に松戸を出発する303列車は京成線内では803F列車）。京成線内での運行番号は下り列車ではxx、上り列車ではxx+1の奇数となる（例：303→803F→1002F→302列車の場合の運行番号は03F）。

## 運賃
大人普通旅客運賃（小児半額・端数は1円単位で切り捨て、きっぷの場合は10円単位で切り上げ）。2023年（令和5年）10月1日改定。
| キロ程  | 運賃（円） | 運賃（円） |
| キロ程  | ICカード   | 切符利用   |
| ------- | ---------- | ---------- |
| 1 - 5   | 167        | 170        |
| 6 - 9   | 188        | 190        |
| 10 - 13 | 209        | 210        |
| 14 - 17 | 230        | 230        |
| 18 - 22 | 252        | 260        |
| 23 - 27 | 272        | 280        |

### 乗継割引
- 京成津田沼駅経由で新京成電鉄の初乗り区間と京成電鉄の初乗り区間（および実籾駅・京成幕張駅・検見川駅）の相互間を乗車する場合は両者運賃の合算額から20円の割引となる（各社10円ずつ割引）。

### 特定運賃
かつて以下の区間は上表に関係なく特定運賃が定められていたが、2023年（令和5年）3月18日に廃止された（金額は廃止直前のもの）。
- 京成津田沼駅 - 北習志野駅：168円（切符は170円）

### 回数券
- 回数券は2022年8月末を以て廃止された。但し、障害者割引と放送大学の通学用は継続発売している[広報 21]。区間式で有効期限は2か月だった。
- 時差回数券や土休日割引回数券は東京都交通局同様に発売されていなかった。

### 乗車券・カードの取り扱い
- パスネットが2008年（平成20年）1月10日で発売を終了し、同年3月14日で自動改札機での使用を終了したことから、翌15日から残額の払い戻しと自動券売機で残額をPASMOに移し替えるサービスを行っていた（現在は終了）。
- 2008年（平成20年）3月15日から連絡定期券の発売範囲が一部拡大され、八柱駅接続JR東日本線、北習志野駅接続東葉高速線経由東京メトロ線、松戸駅接続JR東日本線経由東京メトロ線などの券を購入することが可能となった。
- 一方で2023年（令和5年）3月17日をもって北習志野駅接続の東葉高速線および松戸駅・新津田沼駅[注釈 7]接続のJR東日本線への連絡切符の発売を終了した。そのため、同日以降は連絡切符は京成津田沼接続の京成線および新鎌ヶ谷接続の北総線・京成成田空港線（成田スカイアクセス線）[注釈 8]のみの発売となる。
- 3社以上の連絡範囲は限られる。日暮里・舎人ライナーや相模鉄道・流鉄への連絡定期券は購入出来ない。連絡切符では前述通りのため3社以上の連絡切符の発売はない[注釈 8]。

## 駅施設
- 2010年（平成22年）7月17日に実施された京成グループ各線（京成電鉄・北総鉄道・芝山鉄道）のダイヤ改正で導入された駅ナンバリングは、新京成電鉄では2014年2月23日に導入されることとなった[広報 4]。
- 駅名標に関してはほぼ全駅新しいコーポレーションロゴの導入と同時に桃色調のものに更新された。京成電鉄のものに準拠しているが、中国語・朝鮮語は記載されていない。ただし、一部の駅の出入口案内には中国語・朝鮮語も表記されている。
- 2007年より、乗降人員の比較的少ない駅（松戸新田、上本郷、その他多くの駅）に遠隔監視システムが導入され、早朝、夜間、昼間で無人化（駅員が不在）されている。用事がある場合は、近隣の駅員常駐駅とインターホンで連絡をとる。また、夜間帯の無人化は治安上も問題があると指摘されている[誰?]。
- 2012年（平成24年）7月現在、LED式発車案内表示器が松戸・八柱・常盤平・五香・くぬぎ山・新鎌ヶ谷・鎌ヶ谷大仏・二和向台・高根公団・北習志野・薬園台・新津田沼・京成津田沼の各駅に設置されており、これらの駅では電車到着時のアナウンスも流れている。また、松戸新田・みのり台・三咲・滝不動・高根木戸・習志野・前原の各駅（遠隔監視システム導入駅）には簡易式の列車接近案内表示が設置されている。
- 2012年（平成24年）7月現在、松戸・八柱・五香・新鎌ヶ谷・高根公団・北習志野・新津田沼・京成津田沼の各駅に自動体外式除細動器(AED)を設置している。

## 案内放送
- 駅自動放送は2004年2月1日から萩原えみこ[34]と中西俊彦[35]が担当していたが、2020年3月25日からの放送内容更新を機に、上りホームはシンガーソングライターの奥華子、下りホームは俳優の濱田龍臣による音声に変更されている[36]。
- 車内自動放送は三浦七緒子（日本語）とクリステル・チアリ（英語）が担当している[広報 2]。なお、かつて8900形は水谷ケイコが担当していた[37]。
- 2014年には、日本テレビ系列のバラエティ番組『笑神様は突然に…』の企画で録音した鉄道BIG4（中川礼二、吉川正洋、岡安章介、南田裕介）、宮川大輔、松井玲奈による3種類の車内放送（マナー放送）が、11月8日から11月22日まで26編成中19編成で放送された[広報 22]。
- 2017年および2022年にふなっしーとのコラボレーション企画が行われた際には、新京成線で運行された「ふなっしートレイン」の車内と三咲駅（コラボレーション期間中は「みさっきー駅」となった）において、ふなっしーの声による啓発放送が放送された[広報 23][広報 24]。

## 過去の関連会社

### 子会社
- 新京成車輌工業（京成車両工業に吸収合併）
- 新京成バスグループ[注釈 9]
  - 松戸新京成バス（バス事業再編により京成バス千葉ウエストの松戸東営業所となる）
  - 船橋新京成バス（バス事業再編により鎌ヶ谷営業所は京成バス千葉ウエストの鎌ヶ谷営業所、習志野営業所は京成バス千葉セントラルの習志野西営業所となる）
    - 習志野新京成バス（船橋新京成バスに吸収合併され習志野営業所となる）
    - 船橋バス（法人は新京成電鉄に吸収合併、路線と車両は船橋新京成バスが継承）

船橋新京成バス・習志野新京成バス・松戸新京成バスの3社は、2003年10月1日に新京成電鉄から分社して独立した会社である。
「船橋新京成バス」と「船橋バス」は別の会社であった。なお、「船橋バス」は2007年10月1日に新京成電鉄に吸収合併され、また路線と車両を船橋新京成バスが引き継いだ（日本経済新聞社ウェブサイトより）。
- 新京成タクシー（下総興業に吸収され事業廃止）
- 新京成リテーリングネット（下総興業→スタシオン・セルビスから改称、京成リテーリングネットとして商号変更され京成電鉄の子会社へ移行）
- エスピー産業（京成不動産に吸収合併）
- エスケーサービス（京成不動産に吸収合併）
- 新京成エステート（京成不動産に吸収合併）
- 新京成フロンティア企画（京成エージェンシー（現・京成フロンティア企画）に吸収合併）
- 新京成国立学院（学究社及び日本国土開発と連携して、1983年に設立。1992年に事業廃止）

### 持分法適用会社
いずれも京成電鉄の連結子会社。
- 京成車両工業
- 京成建設

## 労働組合
新京成電鉄の労働組合は、「新京成交通労働組合」という名称で私鉄総連に加盟している。同組合の下部組織として「新京成電鉄労働組合」と「新京成バス労働組合」があり、ユニオンショップ制であるので、社員は一部管理職などを除きそれらに所属することになる。また、バス事業は2社に分社しているが、組合は1つになっている。
1947年（昭和22年）10月25日に「新京成電鉄電鉄労働組合」を結成した。鉄道の開業は同年12月27日なので開業より2か月早い。1997年（平成9年）10月30日には関係者により組合結成50周年の祝賀会が開催されるとともに組合50年史も出版され、関係者に配布された。その後、2003年（平成15年）10月1日のバス事業分社化に伴い「新京成交通労働組合」となり、交通労組の下部組織として「電鉄労組」と「バス労組」がある現在の状態になった。
新京成電鉄の組合員は「新京成電鉄労働組合」に、新京成バス各社の組合員は「新京成バス労働組合」に所属する。バス会社の社員は、分社化前は新京成電鉄労働組合に所属していたが分社時に移籍した。2003年（平成15年）のバス事業分社前は「新京成電鉄労働組合」という1つの組織で、私鉄総連への加盟も「新京成電鉄労働組合」という名称で行っていた。船橋バスは元々別会社（大成輸送）であったという経緯から新京成交通労組には属していなかったが、独自の労働組合があった。組合結成時には新京成労組から組合旗を贈っている。長年にわたって独自に活動していたが、2006年（平成18年）秋に新京成交通労組に加盟した。その後、翌2007年（平成19年）10月1日の新京成電鉄への吸収合併に伴い新京成バス労働組合へ合流した。
事務所は以前新津田沼駅付近の線路沿いにあったが、現在は五香駅付近の線路沿いに移転している。広報誌の名称は『新路（しんろ）』で、新聞版で発行される。そのほか冊子版で発行されることもあり、組合員から寄せられた原稿が掲載される（内容は家族や趣味の話題など）。

## マスコットキャラクター
- しんちゃん、けいちゃん
  - 「しんちゃん」は男の子の、「けいちゃん」は女の子のツバメとされており、「けいちゃん」は「しんちゃん」のガールフレンドという設定である。
  - また、ドアステッカーも以前はカニを配したものを使用していたが、「しんちゃん」を配したものに交換されていた。
  - 鳥の益鳥（ツバメ）と駅長をかけたデザインとなっている[注釈 10]。
- うさのしん、かめのしん
  - 子供向けコンテンツ『しんけいせいキッズ』のメインキャラクター。
  - 新しもの好きのぴょんぴょん元気な「うさのしん」（前進・発見担当）、一歩一歩ゆっくり進む着実な性格の「かめのしん」（安全・安心担当）とされている[広報 25]。
  - Twitter（現X）上で愛称を募集し、31件の応募から選定された[広報 25]。

以上4キャラクターは2025年（令和7年）2月28日に公開された『新たな未来へ 新京成からのメッセージ』の末尾部分において卒業証書用の丸筒を持って登場しており、京成電鉄への合併をもって引退することが示唆されている。

## その他
- 開業当初の沿線は未開発地域が多く、雨や霜解けでぬかるんだ道路を駅まで歩いて革靴やハイヒールに履き替える乗客が多かったため、松戸延伸開業時には各駅に下駄箱が置かれたという。
- 動力車操縦者（運転士）の養成は、社内に動力車操縦者養成所がないため、京成電鉄に委託している。
- 廃棄予定の吊革を再利用したカバンを発売している[40]。
- 沿線のラーメン店でスタンプを集める「ラーメン得々スタンプラリー」を、2009年から毎年10月〜12月に実施している。新京成沿線の厳選の人気ラーメン店12店舗が対象で、すべての降車駅が異なる。7回目の2015年は、キン肉マンと初めてタイアップし、ポスターや応募用紙にラーメンマンが描かれた。
- 「CiaO」というフリーペーパーを出版しており、「CiaO-CiaO」として公式の沿線情報ブログも開設している。